# 維琴察市立劇院
維琴察市立劇院是一座義大利的現代化劇場建築，由建築師吉諾·瓦萊設計，並於2007年落成。該劇院位於維琴察的馬志尼大道，提供舞蹈、戲劇、交響樂和室內樂的藝術季。

## 劇場空間
劇院有兩個大廳，主廳有910個座位，附廳有380個座位。座椅為紅色，地板為木質。內部裝飾為黑色，並配有懸掛的聲學面板，將聲音從舞台傳導至觀眾席。面板之間的接縫隱藏了LED間接照明，光線切割牆壁和天花板。
主廳的舞台配備了多種舞台機械，支持多種布景，包括一個可移動和旋轉的平台，舞台地板分為四個可在不同高度重新定位的部分，以及一個帶有多層可移動部分的樂池。
外部特徵是紅磚帶和白色石材嵌件的交替，呼應了中世紀的城牆和城市的色彩。

## 歷史

### 城市缺乏劇院場地
在第二次世界大戰之前，維琴察擁有多個劇院。最重要的建築是奧林匹克劇院（安德烈亞·帕拉迪奧的建築作品）、建於1784年的Eretenio劇院和維琴察的威爾第劇院（1901年以此名開幕，但自1886年以來便已以「市立」之名存在）。在1944年4月2日的盟軍轟炸中，後兩座建築被摧毀，化為廢墟。
失去這兩座建築後，維琴察很快意識到奧林匹克劇院無法承受如此多的需求。帕拉迪奧的劇院座位有限，且沒有可調整舞台布景的機制（也沒有暖氣系統）。然而，優先事項是其他問題：難民、孤兒、寡婦、藝術遺產、工業和農業的損失，迫使人們等待多年才制定出新的建設計畫。

### 戰後多種競圖、建設計畫
在戰後，維琴察新劇院的建設過程尤為艱辛，歷時60年，涉及36項研究和計畫。
1969年夏天，市政府要求維琴察市民在三個重建被毀劇院的計畫中做出選擇。縮尺模型在奇耶里卡提宮展出，吸引了大量市民參觀。提交的計畫包括卡羅·斯卡帕、Franco Albini和Ignazio Gardella的設計，他們是當時義大利最重要的建築師之一。卡羅·斯卡帕因認為比賽條件過於苛刻而提出了一個被認為過於昂貴的解決方案。似乎人們傾向於選擇Albini的計畫，但模型展覽結束後，程序被擱置。
1978年春天，企業家Gaetano Ingui重新點燃了關於劇院的討論，提議為城市提供一個“交鑰匙”結構，以換取在前威爾第劇院區域建造一個商業-行政綜合體和酒店。市政府拖延時間，並宣布了另一個創意競賽。在這些計畫中，巴西建築師奧斯卡·尼邁耶的設計尤為突出，他計畫在Campo Marzo建造兩座白色圓柱塔樓；Dalla Massara兄弟則設計了一個包含劇院的多功能綜合體。然而，這次競賽也沒有產生執行結果。
值得一提的是，尼邁耶的計畫無法實現，因為它位於1450年由Valmarana家族限制的區域內，最近的監督機構也證實了這一點。Dalla Massara的計畫是所有提交計畫中唯一“可實現”的，因為它是在前威爾第劇院的舊址上建造的，而更早之前是舊騎兵場。該計畫在Antonio Di Lorenzo的著作《夢想的鞦韆》中有詳細描述，其中也提到了1997年的F O Gehry的畢爾巴鄂博物館。
1979年9月29日夜間，市議會以壓倒性多數通過了Ignazio Gardella在威爾第大道（被毀劇院所在地）重建劇院的計畫。1980年5月底舉行的招標中，第一家公司因報價過低而被排除，工程未能分配，部分原因是反對聲音的頑強，部分原因是維琴察的政治問題導致黨派分裂。同年秋天，部長也否決了該計畫，認為對Campo Marzo有害。
由於部長的否決，1985年春天決定為未來的劇院選擇另一個區域，並確定了馬志尼大道。選擇的計畫是烏迪內建築師Gino Valle的設計，該設計被市長Antonio Corazzin稱為“2000年維琴察的新歷史中心”的城市規劃的一部分。市議會於1987年批准了該計畫，但仍未取得進展。

### 劇院的建設

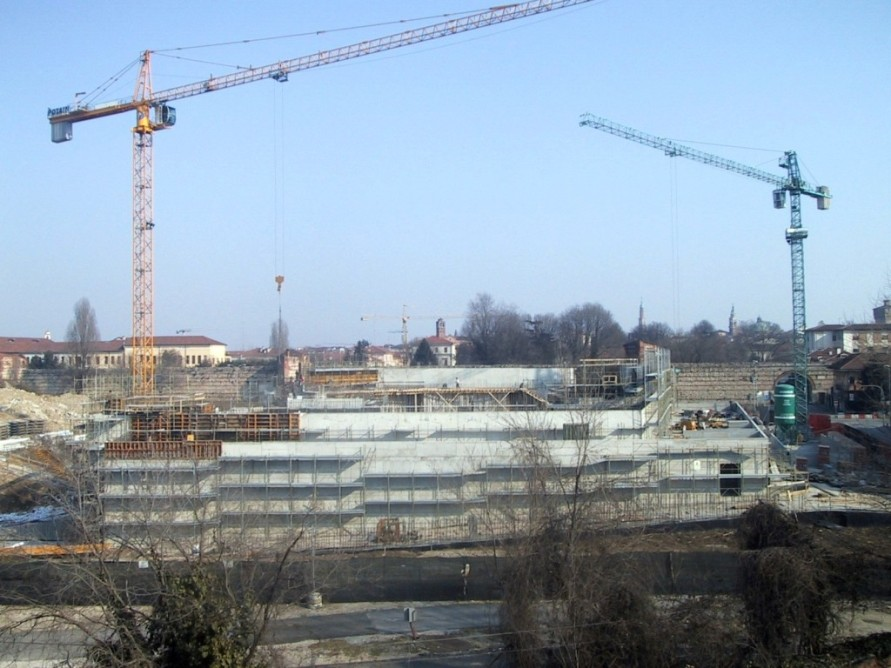
劇院的施工現場

2001年，市政府在市長Enrico Hullweck的領導下重新提出新劇院的設想，並決定通過出售維琴察牛奶中心籌集2600萬歐元的建設資金。建築師Valle被要求重新設計計畫，最終獲得市議會批准。招標由佛羅倫薩公司Co.Gi.贏得，該公司由Foggia Calcio前主席Giuseppe Coccimiglio擁有。在對馬志尼大道施工現場進行清理，包括拆除市政府不滿的自主管理社會中心“Ya Basta!”]。公司於2002年1月開始施工。然而，2004年底，公司開始拖欠工人工資並最終破產。工人們抗議並佔領了施工現場。市政府解雇了公司，工程停滯。2005年6月22日，在施工停滯6個月後，與招標中排名第二的利梅納（PD）的Intercantieri Vittadello公司簽署了新合同。公司成功趕上進度，完成了工程。工程於2007年11月9日完工，比計畫提前一個半月。市政府因此獎勵公司45萬歐元，這是提前完工的最高獎勵。

### 開幕
2007年12月10日的開幕式節目設計為向將在Gino Valle結構中找到棲身之所的四種藝術致敬（戲劇、歌劇、音樂和芭蕾舞）。開幕晚會由Milly Carlucci主持，Eros Pagni致敬戲劇，朗誦了《威尼斯商人》的一段，與Lina Sastri、Giorgio Albertazzi和亞歷山德羅·加斯曼同台。音樂由奧林匹克劇院管弦樂團和維琴察兒童合唱團帶上舞台；歌劇由男高音Josè Cura和女高音Sonia Peruzzo演繹；舞蹈由斯韋特蘭娜·扎哈羅娃（莫斯科大劇院的首席舞者）和Eleonora Abbagnato（巴黎國家歌劇院的首席舞者）表演。導演由當時威尼托穩定劇院的導演Luca De Fusco擔任。

## 管理與組織
2007年成立了維琴察市立劇院基金會，將管理劇院至2050年；創始成員包括：
- 維琴察市政府
- 威尼托大區

支持成員包括：
- 維羅納、維琴察、貝盧諾和安科納儲蓄銀行基金會
- 意大利聯合聖保羅銀行

基金會的主席由當時的維琴察市長Enrico Hüllweck擔任。
從2010年到2016年，主席職位由維琴察建築師和設計師Flavio Albanese接任，隨後是經理Roberto Ditri（2016-2020），現任主席再次是Enrico Hüllweck。
藝術節目由外部合作夥伴協助策劃：
- 維琴察四重奏協會負責音樂季
- ArteVen負責舞蹈和戲劇季
- 奧林匹克劇院管弦樂團負責交響樂季

藝術總監由Giancarlo Marinelli擔任。
除了作為演出和音樂的場所，市立劇院還定期舉辦地區和國家級的會議和企業會議。

## 外部連結
- La Domenica di Vicenza上的文章，2007年3月1日 作者：Cinzia Zuccon Morgani